# Magoria
Magoria is een Nederlandse progressieve-rockband. De band werd opgericht in 2019 door gitarist Mark Bogert. 

## Biografie
Magoria werd in 2019 bijeen gebracht door de uit Dordrecht afkomstige gitarist Mark Bogert, die op dat moment deel uitmaakte van de band Knight Area. Hij was op dat moment al drie jaar bezig met het schrijven van de muziek en teksten voor het debuutalbum JtR 1888, een rockopera die gaat over een complottheorie rondom Jack the Ripper. De band werd gevormd met bandleden van Knight Area Peter Vink en Jan Willem Ketelaers, aangevuld met onder andere leden van de metalband Ex Libris Koen Stam en Harmen Kieboom. Voor de zang van de verschillende rollen uit de musical werden vocalisten uit de rockscene gekozen. Vanwege COVID-19 kon bij het uitbrengen van dit debuutalbum maar een keer worden opgetreden. Na de lockdown werd de tour in 2022 weer hervat. In de tussentijd werd gewerkt aan een volgende productie. Dit werd opnieuw een rockopera, genaamd Hollingsworth Mansion. Het fictieve verhaal van dit album gaat over een spookhuis en haar oorspronkelijke en haar latere bewoners. De albumpresentatie van Hollingsworth Mansion vond plaats op 30 maart 2024 in Bibelot in Dordrecht. Voor de bezetting van vocalisten werd naast enkele vocalisten van het eerste album een beroep gedaan op Cindy Oudshoorn en Edward Reekers, met wie Bogert in 2023 had samengewerkt bij het Liberty Project van Reekers.

## Discografie

### Albums
- JtR1888 2019
- Hollingsworth Mansion 2024

## Bezetting

##### Bezetting
Muzikanten
- Mark Bogert - gitaar
- Harmen Kieboom - drums
- Peter Vink - basgitaar
- Koen Stam - toetsen
- Cleem Determeijer - piano
- Remy Hansen - gitaar
- Luuk van Gerven - basgitaar (live)

Vocalisten
- Rodney Blaze - vocalist (2019, 2024)
- Maria Catharina - vocalist (2019, 2024)
- Jan Willem Ketelaers - vocalist (2019, 2024)
- Inge Rijnja - vocalist (2019, 2024)
- Nadine Pruim - vocalist (2019, 2024)
- Cindy Oudshoorn  (2024)
- Edward Reekers  (2024)

- Peter Strykes (2019)
- Damian Petrus (2019)
- Mirjam van Doorn (2019)
- Sonny Pruim (2019)